# Baryscapus spenceri
Baryscapus spenceri är en stekelart som beskrevs av Graham 1991. Baryscapus spenceri ingår i släktet Baryscapus och familjen finglanssteklar.
Artens utbredningsområde är:
- Nederländerna.
- Sverige.

Arten är reproducerande i Sverige. Inga underarter finns listade.